# Пастаса
Пастаса (исп. Pastaza) — провинция в восточной части Эквадора, населением 83 933 чел. (2010). Административный центр — город Пуйо.

## География
Рельеф главным образом гористый в западной части провинции, становится более плоским и равнинным по мере продвижения на восток, к перуанской границе. Самая высокая точка — 1820 м. Климат — тёплый и очень влажный, особенно в западных предгорьях. Средние температуры: 18 — 24 °C. Через провинцию протекает река Пастаса.
Пастаса — крупнейшая провинция Эквадора, отличается наибольшим биологическим разнообразием и нетронутой природой. Для путешественников представляет опасность большое количество ядовитых змей, скорпионов и тарантулов, обитающих здесь.

## Административное деление

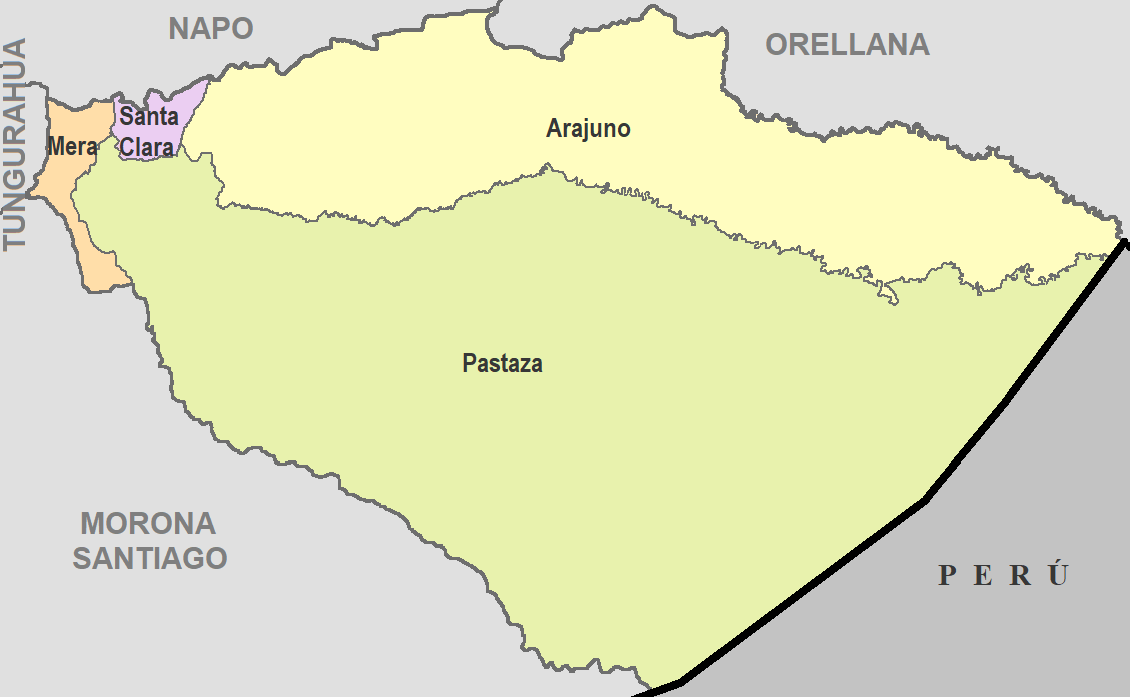
Кантоны провинции Пастаса.

В административном отношении провинция подразделяется на 4 кантона:
| № | Флаг | Кантон                    | Население, чел. (2010) | Административный центр    |
| - | ---- | ------------------------- | ---------------------- | ------------------------- |
| 1 |      | Арахуно (Arajuno)         | 6 491                  | Арахуно (Arajuno)         |
| 2 |      | Мера (Mera)               | 11 861                 | Мера (Mera)               |
| 3 |      | Пастаса (Pastaza)         | 62 016                 | Пуйо (Puyo)               |
| 4 |      | Санта-Клара (Santa Clara) | 3 565                  | Санта-Клара (Santa Clara) |